# Sniper: Ghost Warrior 2
Sniper: Ghost Warrior 2 ist ein Taktik-Shooter, der von CI Games für Microsoft Windows, PlayStation 3 und Xbox 360 entwickelt und veröffentlicht wurde.

## Handlung
Das Spiel beginnt damit, dass der Spieler die Kontrolle über den US-Marine Cole Anderson auf den Philippinen übernimmt. CIA-Spezialagent Diaz begibt sich zu einem alten russischen Radarposten, um ihn zu zerstören, während er an einem Tipp arbeitet, den einige Söldner dort versammelt hatten, um einen Deal für eine biologische Waffe auszuhandeln. Während Diaz es zerstört, hört er feindliches Funkgeschwätz über die Gefangennahme eines Spions, der von den Söldnern für das PSC arbeitet. Diaz befiehlt einem Team, den Agenten zu retten, während Anderson sich auf den Weg macht, um Deckfeuer aus einer Höhle mit Blick auf das Resort bereitzustellen, in der der Soldat gefangen gehalten wird und wo der angebliche Deal stattfinden soll. Sie retten den Soldaten, doch während Anderson den Deal überwacht, sieht Anderson einen der Dealer als Merinov, einem alten Bekannten aus seiner Vergangenheit. Anschließend wird das gesamte Team von einem feindlichen Scharfschützen überfallen und alle außer Anderson werden entweder getötet oder gefangen genommen. Anderson begibt sich in ein Dorf, um den Transfer der Biowaffe sowie seiner gefangenen Teamkollegen abzufangen. Er schafft es, Diaz und Gomez zu retten, gerade als sie hingerichtet werden sollen, aber die Biowaffe ist verloren. Beide Agenten verbünden sich mit Anderson, aber Gomez wird auf der Flucht vor den verfolgenden Söldnern getötet. Nach der erfolgreichen Flucht vor ihren Verfolgern bemerkt Diaz: "Es ist wieder Sarajevo."
Anderson wurde wegen Missachtung direkter Befehle in die Brigg geschickt (Rettung seiner Mannschaftskameraden anstelle der Sicherung der Bio-Agenten-WMD, die das Hauptziel war). Er erinnert sich an die Ereignisse in Sarajevo 1993, wo er und sein Späher Carl Maddox den Auftrag erhielten, während des Bosnienkrieges Fotos vom Völkermord der serbischen Streitkräfte unter Führung von Marko Vladić zu machen. In der Stadt treffen sie einen russischen Kontaktmann Merinov. Nachdem er einen strategischen Punkt gesichert und die Bilder des Völkermordes aufgenommen hat, verliert Maddox die Fassung, da er die Gräueltaten nicht weiter beobachten kann, und widersetzt sich dem Befehl, Vladić zu töten. Anderson folgt ihm nur widerwillig. Merinov zeigt ihnen ein eingestürztes Gebäude, das die Position von Vladić überragt. Merinov macht sich auf die Suche nach Transportmitteln für Maddox und Anderson, während sie dem serbischen Kommandeur auflauern. Anderson schießt auf Vladić und sie rennen zum Extraktionspunkt. Dort verrät Merinov sie an die serbischen Streitkräfte, und sie werden gefangen genommen. Anderson flieht, um Merinov daran zu hindern, den US-Streitkräften den Völkermord anzuhängen. Anderson erfährt vom Kommando, dass Maddox in Wirklichkeit ein Verräter ist, der mit Merinov zusammenarbeitet, der ihn manipuliert hat, damit er Vladić tötet und seine Truppen frei lässt, um an Waffenschmuggel teilzunehmen. Ihm wird befohlen, Maddox anstelle von Merinov zu töten. Anderson erschießt Maddox in einem fahrenden Jeep und behält die Patronenhülse der Kugel, mit der er Maddox erschossen hat.
Zurück im Gefängnis besucht Diaz Cole und informiert ihn darüber, dass er Gefallen eingefordert hat, um ihn aus der Brigg herauszuholen und wieder mit ihm in Aktion zu treten, da sie ihn brauchen, um Merinov zu töten, der bereit ist, den Bio-Agenten an einen fanatischen Jihadi-Kriegsherrn in Kaschmir zu verkaufen – eine Folge davon könnte einen Krieg zwischen Pakistan und Indien auslösen und Merinovs Waffenschmuggel-Operation profitieren. Diaz und Anderson fahren nach Tibet, um Merinov zu ermorden und die Massenvernichtungswaffen zu bergen. Auf dem Weg zum Handelsplatz erleiden sie einen Unfall und verlieren ihre Ausrüstung. Nachdem sie ihre Ausrüstung geborgen haben und einem einstürzenden Höhlengang entkommen sind, erreichen sie schließlich das Nest, das den Ort des Hinterhalts überblickt. Beim Versuch, Merinov zu erschießen, sieht Anderson Maddox, der anscheinend seinen Schuss aus dem Hubschrauber überlebt hat. Maddox bemerkt sie und macht seine eigenen Söldner auf den Hinterhalt aufmerksam. Anderson schießt und tötet Merinov durch das Glas des Hubschraubers, wodurch dieser abstürzt. Maddox überlebt jedoch und sichert sich die Bio-Waffe und verspottet Anderson, um ihn zu verfolgen. Diaz und Anderson gehen auf Maddox los, was schließlich dazu führt, dass Anderson ein Scharfschützenduell mit Maddox austrägt. Schließlich schießt und tötet Anderson Maddox und sichert damit die Bio-Waffe. Diaz fragt ihn, ob zu Hause jemand auf ihn wartet, worauf Anderson antwortet: "Mein Gewehr ist mein bester Freund, es ist mein Leben" und die Granate fallen lässt, die er 20 Jahre lang aufbewahrt hat.

## Herunterladbarer Inhalt

### Siberian Strike
Die Ereignisse in diesem herunterladbaren Inhalt (DLC) dienen als Vorläufer der Ereignisse im Originalspiel. Der Spieler übernimmt erneut die Rolle von Cole Anderson, der tief hinter die feindlichen Linien in Sibirien eingeschleust wurde, um einen CIA-Maulwurf ausfindig zu machen, jegliche Informationen zu sichern und, wenn möglich, einen CIA-Maulwurf zu extrahieren, der in einer streng geheimen russischen Forschungsbasis bei einer möglichen Entwicklung eines biochemischen Massenvernichtungswaffenprogramms eingesetzt wurde. Aufgrund der unbeständigen Natur des Einsatzes und der Tatsache, dass es sich um eine schwarze Operation handelt, hat der Spieler keine taktische Unterstützung zur Verfügung, so dass alle seine Entscheidungen allein in seinem eigenen Ermessen liegen.

## Spielprinzip
Sniper: Ghost Warrior 2 ist ein Taktik-Shooter, der Stealth, Hand-to-Hand-Attentate und titelgebende Sniping-Techniken einsetzt. Das Gameplay zeichnet sich durch realistische Geschossphysik aus, die Entfernung, Wind und Geschossabfall beim Scharfschießen von Zielen berücksichtigt.

## Veröffentlichung
Die Erstveröffentlichung war für August 2012 geplant, aber Eurogamer enthüllte, dass das Spiel auf Oktober verschoben wurde, das dann am 26. Juli 2012 erneut auf Januar 2013 verschoben wurde. Das Datum wurde weiter auf den 12. März 2013 verschoben.
Sniper: Ghost Warrior 2 wurde sowohl in der normalen Einzelhandelsversion als auch in einer limitierten "Bulletproof Steelbook Edition" veröffentlicht, die den Soundtrack, ein Booklet über die Geschichte des Scharfschützen und zusätzliche herunterladbare Inhalte enthält.

## Rezeption
Sniper: Ghost Warrior 2 erhielt laut dem Rezensionsaggregator Metacritic „gemischte oder durchschnittliche“ Rezensionen.
Der Rezensent von Gameplanet schreibt, dass das Spiel nicht so linear ist wie andere moderne (d. H. Zur Zeit des Spiels) Shooter und nennt es „leicht seine größte Stärke“.
GameSpot lobt Drehbuch, Schauspiel, Grafik und Sound: „Ein gut geschriebenes, gut gespieltes Drehbuch verleiht dem Spiel eine großartige Actionfilm-Atmosphäre, ebenso wie authentisch aussehende Grafiken und Animationen, die von CryEngine 3 unterstützt werden. Hervorragende Soundeffekte ziehen Sie wunderbar an. Waffengeräusche, die Rufe feindlicher Stimmen, das ferne Rasseln von Waffenfeuer im kriegszerrütteten Sarajevo und verschiedene atmosphärische Geräusche wie das Summen des philippinischen Dschungels im Hintergrund werden allesamt extrem gut verarbeitet und verstärken die Spannung, wenn Sie jeden vorsichtigen Schuss in eine Reihe bringen.“

„Sniper: Ghost Warrior 2 ist wie ein Schnäppchen beim zwielichtigen Gebrauchtwagenhändler um die Ecke: Auf den ersten Blick wirkt alles solide, aber unter der Karosserie liegt einiges im Argen.“